# Ткачук Тетяна Євгенівна
Тетя́на Євге́нівна Ткачу́к (13 лютого 1958, м. Білопілля, Сумська область, Україна) — українська лікарка, хірург-гінеколог. Кандидат медичних наук (1999), Заслужений лікар України (2013).

## Біографія
- У 1981 році з відзнакою закінчила Луганський державний медичний університет.
- У 1986—1988 рр. навчалася у клінічній ординатурі в Українському НДІ онкології і радіології за фахом онкологія (спеціалізація з онкогінекології).
- У 1994—1998 рр. навчалась у аспірантурі, без відриву від виробництва, Українського НДІ онкології і радіології МОЗ України.
- З 1988 року працює у Волинському обласному онкологічному диспансері на посаді лікаря онкогінекологині диспансерного відділення.
- З 1995 р. працює на посаді лікарки онкогінекологині онкогінекологічного відділення.
- З 1999 р. кандидат медичних наук.

## Наукова діяльність
- У 1998 р. захистила кандидатську дисертацію на тему: «Фактори ризику, діагностика та лікування фонових, передракових захворювань та початкових форм раку вульви».
- Авторка понад 100 наукових праць. Серед них — 2 монографії, 11 наукових винаходів у галузі гінекології і онкології.
- Член Європейської асоціації з менопаузи та репродуктивного здоров'ю жінки.

## Нагороди
- Заслужений лікар України (27 червня 2013 року)[1]

## Патенти
1. Вульварний ніж. Номер патенту: 8786 від 15.08.2005
2. Спосіб лікування плоскоклітинного раку жіночих зовнішніх статевих органів. Номер патенту: 18934 від 15.11.2006
3. Спосіб цитологічної діагностики патології вульви. Номер патенту: 24284 від 25.06.2007
4. Спосіб комплексного лікування злоякісних ііі-iv а стадій новоутворень вульви. Номер патенту: 34931 від 26.08.2008
5. Спосіб дренування при оперативному доступі по пфанненштилю. Номер патенту: 58859 від 26.04.2011
6. Спосіб лікування доброякісних епітеліальних захворювань шкіри та слизової оболонки вульви. Номер патенту: 58861 від 26.04.2011
7. Спосіб лікування передракових захворювань шкіри та слизової оболонки жіночих зовнішніх статевих органів. Номер патенту: 59363 від 10.05.2011
8. Спосіб дренування при операціях на жіночих зовнішніх статевих органах. Номер патенту: 59364 від 10.05.2011
9. Спосіб лікування менорагії хворих після перенесення цервікальної інтраепітеліальної неоплазії шийки матки різного ступеня тяжкості. Номер патенту: 68002 від 12.03.2012
10. Спосіб лікування злоякісних iii-iv а стадії пухлин жіночих зовнішніх геніталій. Номер патенту: 70105 від 25.05.2012

## Монографії
1. Ткачук Т. Є. Актуальна гінекологія: від лікаря до пацієнта. — К.: Медкнига, 2016. — 76 с.
2. Ткачук Т. Є. Передракові захворювання вульви. Вульварні інтраепітеліальні неоплазії. — К: Медкнига, 2016. — 71 с.

## Перелік ключових публікацій
1. Ткачук Т. Є. Замісна гормонотерапія при фонових та передракових захворюваннях жіночих зовнішніх статевих органів // Вісник наукових досліджень. — 2002. — № 3. — С. 17-18.
2. Ткачук Т. Є. Лікування дистрофії, дисплазії та початкових форм раку вульви при вірусному інфікуванні // Лікарська справа. — 2002. — № 1. — С. 80-84.
3. Ткачук Т. Є. Репродуктивне здоров'я у жінок з вульварними інтраепітеліальними неоплазіями та карциномами вульви // Вісник наукових досліджень. — 2003. — № 3. — С. 93-95.
4. Ткачук Т. Є. Рівень гормонів щитоподібної залози при дисплазіях епітелію вульви в менопаузі // Вісник наукових досліджень. — 2003. — № 3. — С. 102—103.
5. Ткачук Т. Є. Цитологічний скринінг у діагностиці візуальних форм генітального раку у жінок // Вісник наукових досліджень. — 2003. — № 4. — С. 56-57.
6. Ткачук Т. Є. Променева терапія в комплексному лікуванні місцевопоширеного раку вульви // Український радіологічний журнал — 2003. — 11, № 2. — С. 227—228.
7. Ткачук Т. Є. Неоад'ювантна поліхіміотерапія (НПХТ) як компонент комплексного лікування при місцеворозповсюджених карциномах вульви // Вісник наукових досліджень. — 2004. — № 3. — С. 35-37.
8. Ткачук Т. Є. Порівняння ефективності променевої терапії як єдиного методу та складової комбінованого лікування при III стадії раку жіночих зовнішніх статевих органів // Український радіологічний журнал — 2005. — 8, № 3. — С. 421—422.
9. Ткачук Т. Є. Етіопатогенетичне лікування фонових захворювань жіночих зовнішніх статевих органів // Здоровье женщины. — 2010. — № 9. — С. 173—174.
10. Ткачук Т. Є. Застосування ЛНГ-ВМС «Мірена» в пацієнток з менорагією після лікування цервікальної інтраепітеліальної неоплазії шийки матки різного ступеня тяжкості (ЦІН I, ЦІН II, ЦІН III) // Здоровье женщины. — 2011. — № 5. — С. 151—153.
11. Ткачук Т. Є. Профілактика тромботичних ускладнень при хірургічному лікуванні хворих з онкогінекологічними захворюваннями // Здоровье женщины. — 2011. — № 8. — С. 191—193.
12. Ткачук Т. Є., Я. М. Токарчук Рак шийки матки і вагітність: клінічне спостереження // Здоровье женщины. — 2011. — № 4. — С. 54-58.
13. Ткачук Т. Є. Рак вульви — оптимізація застосування сучасних методів діагностики патології жіночих зовнішніх статевих органів // Здоровье женщины. — 2012. — № 5. — С. 160—165.
14. Ткачук Т. Є. Репродуктивне здоров'я жінок зі злоякісними пухлинами зовнішніх статевих органів // Здоровье женщины. — 2013. — № 3. — С. 198—200.
15. Ткачук Т. Є. Від пігментного невусу до генералізованої меланоми вульви: клінічне спостереження // Здоровье женщины. — 2015. — № 9. — С. 145—147.
16. Ткачук Т. Є., Ю. Ю. Мазур Епідеміологічні, прогностичні та етіопатогенетичні особливості доброякісних уражень вульви та вульварних інтраепітеліальних неоплазій (огляд) // Здоровье женщины. — 2015. — № 5. — С. 70-73.
17. Ткачук Т. Є. Клініко-діагностичні можливості своєчасного виявлення вульварних інтраепітеліальних неоплазій на сучасному етапі (огляд) // Здоровье женщины. — 2015. — № 6. — С. 84-88.
18. Ткачук Т. Є. Лікування доброякісних уражень жіночих зовнішніх статевих органів та вульварних інтраепітеліальних неоплазій на сучасному етапі (огляд) // Здоровье женщины. — 2015. — № 8. — С. 93-95.